# Aglaophenia divaricata
Aglaophenia divaricata is een hydroïdpoliep uit de familie Aglaopheniidae. De poliep komt uit het geslacht Aglaophenia. Aglaophenia divaricata werd in 1852 voor het eerst wetenschappelijk beschreven door Busk. 